# Bolboschoenus
Genre
Classification phylogénétique
Synonymes
- Reigera[2] Opiz 
 *Scirpocyperus[2] Ség. 
 *Scirpus sect. Bolboschoenus[3] Asch. (basionyme) 
 *Schoenus sect. Bolboschoenus[3] Asch.

Bolboschoenus (les bolbochoins) est un genre de plantes à fleur de la famille des Cyperaceae.

## Répartition
Le genre peut être retrouvé à travers le monde.

## Relations avec l'homme
Les tubercules des plantes de ce genre étaient utilisées pendant le Épipaléolithique et le Néolithique pour fabriquer les premiers pains.

## Liste des espèces
L'espèce type du genre est Bolboschoenus maritimus.
Quatorze espèces sont acceptées dans le genre. Les voici avec leurs sous-espèces :
- Bolboschoenus caldwellii (en) (V.J. Cook) Soják (es) ;
- Bolboschoenus capensis (ceb) (Burm.f.) Holub ;
- Scirpe fluviatile (Bolboschoenus fluviatilis (Torr.) A. Gray (1836) ;
- Bolboschoenus glaucus (pt) (Lam.) S.G. Sm ;
- Bolboschoenus grandispicus (ceb) (Steud.) Lewej. (es) et Lobin (de) ;
- Bolboschoenus laticarpus (ceb) Marhold, Hroudová, Duchácek et Zákr. ;
- Scirpe maritime (Bolboschoenus maritimus (L.) Palla, 1905) :
  - Bolboschoenus maritimus subsp. affinis (Roth) T.Koyama (es) ;
  - Bolboschoenus maritimus subsp. maritimus ;
  - Bolboschoenus maritimus subsp. paludosus (A.Nelson (en)) T.Koyama.
- Bolboschoenus medianus (en) (V.J. Cook) Soják ;
- Bolboschoenus nobilis (ceb) (Ridl.) Goetgh. (es) et D.A. Simpson (es) ;
- Bolboschoenus novae-angliae (en) (Britton) S.G. Sm ;
- Bolboschoenus planiculmis (ceb) (F.Schmidt) T.V.Egorova (en) ;
- Bolboschoenus robustus (en) (Pursh) Soják ;
- Bolboschoenus schmidii (ceb) (Raymond) Holub ;
- Bolboschoenus stagnicola (ceb) (Raymond) Soják ;
- Bolboschoenus yagara (ceb) (Ohwi (en)) Y.C.Yang et M.Zhan.